# X.Org Server
X.Org Server (офіційно «X.Org Foundation Open Source Public Implementation of X11», поширені скорочення Xorg Server, XServer або перосто Xorg) — вільна реалізація сервера X Window System з відкритим сирцевим кодом. Випуски X.Org Server супроводжуються X.Org Foundation, яка міститься на freedesktop.org, і надає публічний доступ до стандартної реалізації X Window для спільноти вільного програмного забезпечення.
Служба, з якою X.Org Foundation підтримує X Server, включає випуск пакунків, поставку і управління релізами; сертифікацію (за плату); оцінку удосконаленого коду; розробку вебсайту, і розпорядження грошовими внесками. Випуски створюються, документуються і формуються глобальною спільнотою.
В наш час X.Org Server застосовується майже у всіх варіантах Linux і BSD. У Solaris на платформі x86 також часто використовується X.Org Server, проте в Solaris SPARC зазвичай використовують Xsun, власницький X-сервер від Sun Microsystems. У майбутніх версіях Open Solaris для обох платформ планувалося перейти на X.Org Server.  У Microsoft Windows сервер X.Org можна використовувати в реалізації Cygwin/X, Xming тощо. У Mac OS X, починаючи з версії 10.5 («Leopard») включений X-сервер на основі X.Org.

## Історія
Сучасна X.Org Foundation постала в 2004, коли комітет, що наглядав за стандартами X та публікував референсні імплементації, об'єднав сили з колишніми розробниками XFree86.
X11R6.7.0, перша версія X.Org Server, була форкнута з XFree86 4.4 RC2. Безпосередньою причиною для форка стало незадоволення від нової ліцензії фінального релізу версії XFree86 4.4, але певне незадоволення визрівало серед розробників і до розколу. Багато колишніх програмістів з XFree86 приєдналося до проекту X.Org Server.
Реліз X11R6.9.0/X11R7.0.0 головно додав модульну систему складання на основі GNU Autotools. 6.9.0 використовував стару систему побудови imake, тоді як 7.0.0 використовував autotools, обидва на той самій кодовій базі. Модульний путь (з використанням GNU Autotools) став головним напрямком X.Org server, також і бінарні файли X11 пересунулися з їхнього дерева тек /usr/X11R6 у глобальне дерево /usr на багатьох системах Unix.
У версії 1.13, що вийшла у вересні 2012, реалізовано розширення API для взаємодії з драйверами і зміни внутрішніх компонентів X-сервера, спрямовані на реалізацію підтримки гарячого перемикання виводу між різними відеодрайверами без перезапуску X-сервера і без розриву робочої сесії, а також на надання можливості перенаправлення рендеринга GPU на інший пристрій виводу (GPU offloading), що дозволить забезпечити повноцінну роботу на гібридних системах з декількома відеокартами. Наприклад, новий API дозволить безшовно перенаправити вивід при підключенні додаткових відеоадаптерів c інтерфейсом USB, задіяти кілька GPU з різними драйверами для спільної обробки однієї і тієї ж сцени (сцена може обраховуватися на першому GPU, а виводитися на другому, чи обчислюватись частинами відразу на декількох GPU) або забезпечити роботу ноутбуків, укомплектованих підсистемою Optimus, яка дає можливість на льоту перемикатися між вбудованою енергоефективної відеокартою на базі GPU Intel і дискретною картою NVIDIA.

## Виноски
1. ↑  X.Org Foundation releases X Window System X11R6.7 April 7, 2004
2. ↑  Вышел X.Org Server 1.13 с поддержкой горячего переключения между драйверами. Архів оригіналу за 9 вересня 2012. Процитовано 7 вересня 2012.